# Celiptera elongatus
Celiptera elongatus là một loài bướm đêm trong họ Erebidae.